# Adolphe XIV de Schaumbourg
Adolphe XIV de Schaumbourg  (parfois également numéroté comme Adolphe XI) (né le 27 février 1547, mort le 2 juillet 1601 à Minden) il règne sur Holstein-Pinneberg et sur le comté de Schaumbourg de 1576/1581 jusqu'en 1601.

## Biographie
Adolphe est le second fils survivant de Otto IV de Holstein et Schaumbourg et de sa première épouse Marie de Poméranie (morte le 19 février 1554), fille de Barnim IX de Poméranie.
Alors que son frère ainé Hermann et son puiné Antoine se destinent à l'église et sont tous deux éduquées par des prêtres, Adolphe est formé comme futur successeur de son père et il étudie à l'Université de Wittemberg, puis il accompagne ce dernier lors de ses campagnes militaires.
À la mort d'Otto IV, il  gère ses États jusqu'en 1581 conjointement  avec sa belle-mère Élisabeth-Ursule de Brunswick-Lunebourg qui avait reçu la garde de ses trois enfants nés du second mariage de son père. Pendant son règne grâce à sa bonne gestion financière il réussit à rembourser l'énorme dette que son père Otto IV avait laissé à leur pays. À partir de 1581 il exerce seul le gouvernement jusqu'à sa mort.

## Union et succession
Le 6 mai 1583, il  épouse à Wolfenbüttel Élisabeth de Brunswick-Wolfenbüttel (1567–1618) (22 février 1567 - 24 octobre 1618) fille du duc Jules de Brunswick-Wolfenbüttel. Le seul fils né de cette union reçoit le nom de son grand-père maternel mais il meurt six mois avant son père: 
- Jules (né le 26 octobre 1585 à Bückeburg - 21 janvier 1601 à Halberstadt dans la principauté épiscopale d'Halberstadt).

Adolphe meurt à Minden le 2 juillet 1601 et il laisse la succession de ses domaines à son demi-frère Ernest de Schaumbourg.